# Filippo Maria Visconti

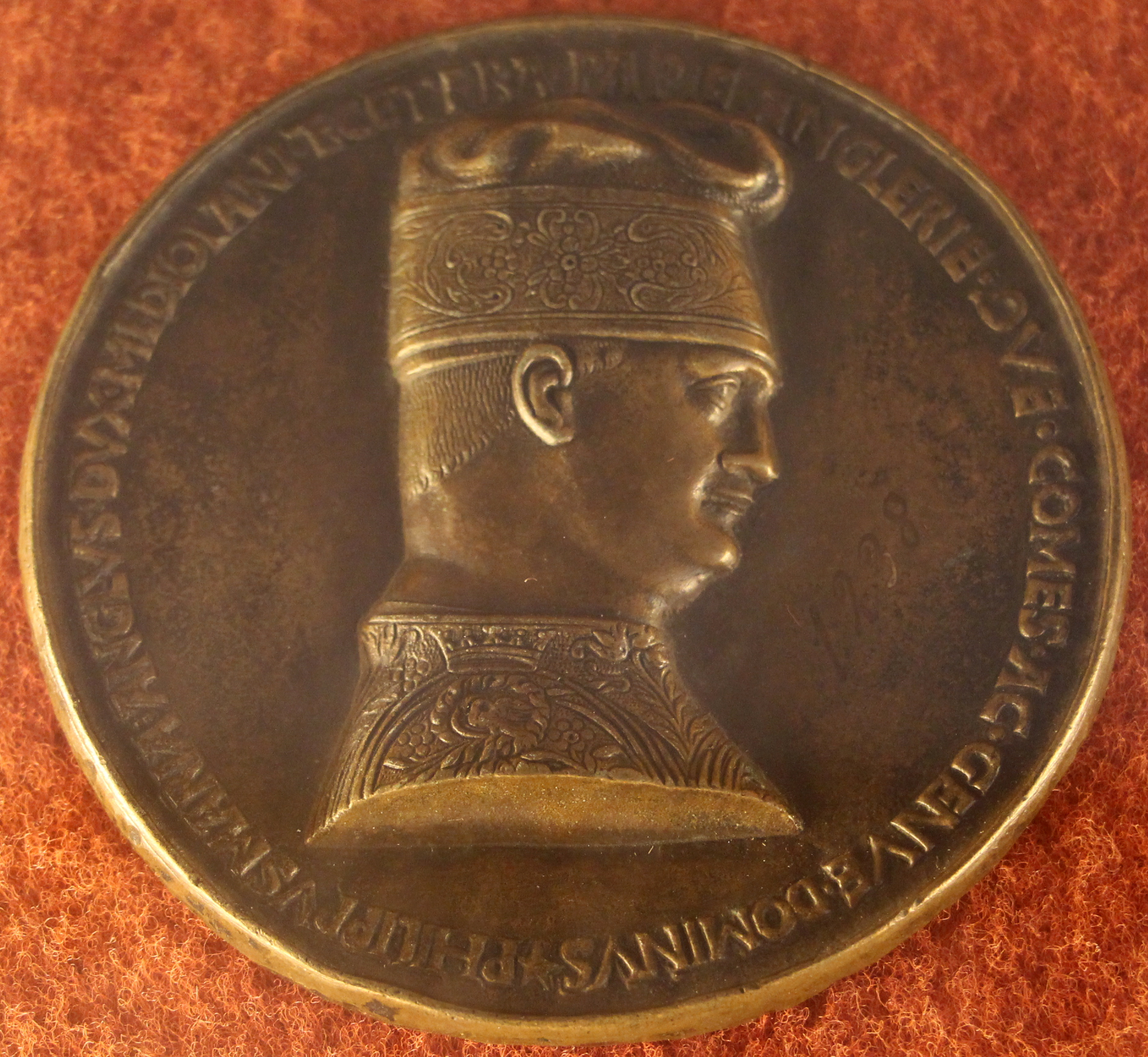
Filippo Maria Visconti su una medaglia di Pisanello

Filippo Maria Visconti (Milano, 3 settembre 1392 – Milano, 13 agosto 1447) è stato l'ultimo duca di Milano della dinastia viscontea.

## Biografia

### Nascita e difetti fisici
Figlio del Duca Gian Galeazzo e di Caterina Visconti, sin dall'infanzia l'esistenza di Filippo Maria fu segnata da numerosi problemi fisici. Ancor prima che egli ed il suo fratello maggiore Giovanni Maria fossero concepiti, la madre ebbe diversi aborti, da attribuire probabilmente al rapporto endogamico della coppia ducale: Gian Galeazzo e Caterina erano infatti cugini in primo grado.
Temendo per la mancata discendenza - problematica anche per ragioni di continuità dinastica - la coppia fece voto di offrire alla Madonna i propri futuri figli. Caterina rimase incinta del primogenito Giovanni nel 1388, che nacque lo stesso anno, e nel 1392 venne alla luce Filippo. Ad entrambi fu imposto il secondo nome Maria per ringraziare la Santa Vergine della grazia ricevuta.
Sebbene fosse stato dichiarato sano e robusto - probabilmente per compiacere i genitori - il piccolo Filippo Maria soffrì sin dai primi anni di rachitismo, che gli impedì, anche da adulto, di camminare o stare in piedi per lunghi periodi.

### Conte di Pavia (1402-1412): un fratello "indesiderato"
Nel 1402 morì Gian Galeazzo, che sette anni prima, nel 1395, aveva ottenuto l'elevazione al rango di Duca di Milano. Il titolo e la signoria sui vasti possedimenti viscontei passarono al primogenito Giovanni Maria che, essendo appena tredicenne, fu affidato alle tutela della madre Caterina, nominata Reggente. Il piccolo Filippo Maria, invece, fu inviato a Pavia, nel territorio che il testamento del padre gli aveva assegnato come Contea.
Il governo di Giovanni Maria fu pesantemente segnato dagli scontri tra le opposte fazioni politiche che allora cercavano il predominio nell'ex Ducato di Gian Galeazzo. Nel corso delle lotte prese il sopravvento il condottiero Facino Cane, che riuscì a fomentare la rivalità fra il giovane Duca e la Reggente. Determinato a raggiungere l'obiettivo, egli vide l'esito della propria opera concretizzarsi nel 1404, quando Giovanni Maria fece arrestare e confinare la madre nel Castello di Monza. Davvero un'ironia della sorte perché quello stesso Castello le era stato donato dal marito Gian Galeazzo il giorno delle nozze, ventiquattro anni prima.
Dopo circa due mesi di prigionia Caterina morì, nell'indifferenza dei grandi tumulti politici. Solo Filippo Maria si era preoccupato di lei, ma senza poter fare granché: trincerato dietro le mura del Castello di Pavia, assisteva impotente allo sgretolamento dello Stato creato dal padre e dai suoi antenati, mentre il fratello maggiore si inimicava sempre più l'aristocrazia ed il popolo milanese. 

Giovanni Maria non riservò al fratello minore il trattamento riservato alla madre: il dodicenne Visconti era infatti un avversario - almeno per il momento - di poco conto, considerata la sua fragile salute e la mancanza di mezzi con cui trascorreva la sua esistenza pavese. Esistenza che dal 1410 fu messa ancor più "in forse", poiché in quell'anno Facino Cane riuscì ad occupare la stessa Pavia.

### Lungo regno (1412-1447)

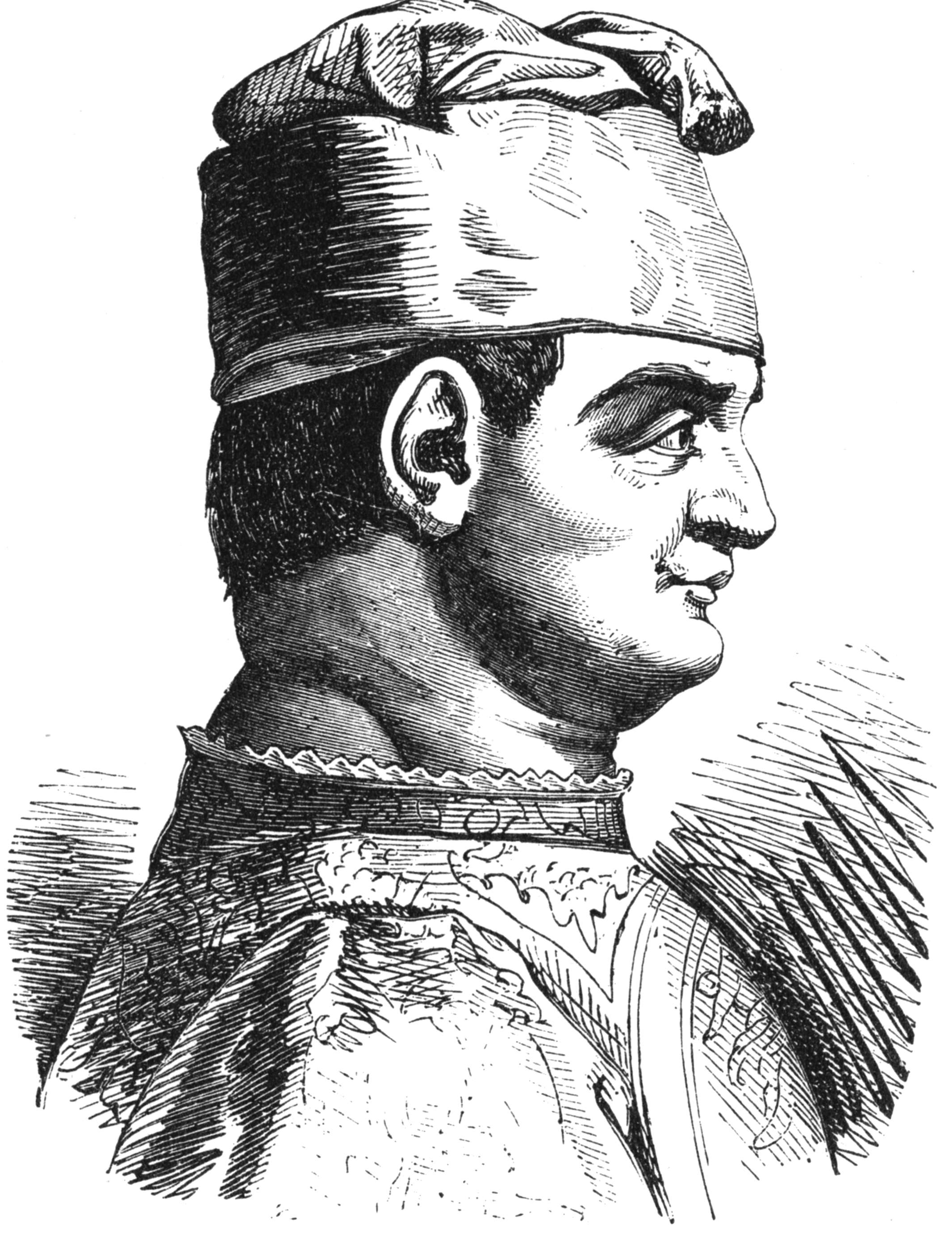
Filippo Maria Visconti in un'incisione anonima del 1852, che riproduce la celebre medaglia del Pisanello

Per Filippo Maria l'occasione di un grande cambiamento giunse nel 1412, quando nell'arco di pochi giorni Facino Cane morì e Giovanni Maria fu assassinato. Da entrambi Filippo Maria ricevette importanti eredità: da Facino la moglie del condottiero - la quarantenne Beatrice Cane - che lo stesso Facino aveva affidato a Filippo Maria (insieme ad una dote di 400.000 fiorini e alla fedeltà di tutte le sue milizie) in cambio della promessa di sposarla; dal fratello Giovanni Maria invece ereditò il titolo ducale e la signoria sui territori soggetti al ducato di Milano.
Eredità, quest'ultima, sicuramente più difficile da gestire della prima, poiché lo Stato visconteo si trovava in una situazione di profonda crisi politica ed economica. Estorre Visconti, figlio naturale del suo prozio Bernabò, gli contese il Ducato e fu necessario fargli guerra e chiuderlo in un assedio a Monza (1413) dove morì.
Filippo Maria - personalità paranoica e superstiziosa, ma anche spregiudicata e cinica - diede dimostrazione di notevole abilità politica. Sposò Beatrice, matrimonio caldeggiato dall'arcivescovo di Milano Bartolomeo Capra, e con le risorse economiche e militari apportategli in dote dalla moglie riuscì a riassestare parzialmente lo stato; ma quando la moglie si dimostrò troppo interessata agli eventi politici del ducato la fece decapitare nel 1418 nel Castello di Binasco insieme ad un uomo con il quale era stata pretestuosamente accusata di adulterio.
Filippo Maria fu sospettato di atteggiamenti lussuriosi, nella sua corte si era infatti circondato di paggi che lo seguivano ovunque, intratteneva inoltre un rapporto stabile con Agnese del Maino, figlia del conte palatino Ambrogio e probabilmente dama di compagnia della moglie. Nel 1425 dalla relazione nacque Bianca Maria, unica figlia naturale di Filippo Maria.
Alla morte di Giorgio Ordelaffi, signore di Forlì, quando il figlio di costui, Tebaldo Ordelaffi, era ancora piccolo, Filippo Maria Visconti, come tutore di Tebaldo nominato da Giorgio, colse l'occasione per tentare la conquista della Romagna (1423). Scoppiò allora una guerra con Firenze, fermamente decisa a contrastarne le ambizioni. Nel mentre, tra l'altro, si erano fatti vivi anche gli Svizzeri, che tuttavia vennero efficacemente regolati nella battaglia di Arbedo.
Il Conte di Carmagnola, valido comandante delle truppe di Filippo Maria, subì una pesante sconfitta nel corso della spedizione milanese nel regno di Napoli in aiuto di Luigi III d'Angiò. Fu in seguito a questo evento, che portò alla rinuncia da parte di Filippo alla spedizione nel Regno di Napoli, che il Conte di Carmagnola decise di non restare più al fianco del duca di Milano tradendolo per la Repubblica di Venezia.
Venezia, dopo alcuni rovesci dei fiorentini e persuasa dal Conte di Carmagnola, che non era più dalla parte di Filippo, decise di intervenire (1425) a favore dei fiorentini contro Milano. La guerra si spostò in Lombardia, nel marzo del 1426 il Carmagnola fomentò la rivolta di Brescia che lui stesso aveva conquistato per il Visconti cinque anni prima. Dopo un lungo assedio e la distruzione della flotta ducale che portava cibo alla città assediata, Venezia conquistò Brescia e la sponda orientale del Garda. Filippo Maria chiese inutilmente aiuto all'imperatore Sigismondo e nel 1426 fu costretto ad accettare la pace alle condizioni proposte da Papa Martino V, la cessione di Brescia e la restituzione al Carmagnola di tutti i suoi averi rimasti a Milano.
La pace fu mal accettata sia dalla popolazione milanese sia dall'imperatore e, proprio le rampogne di quest'ultimo, diedero a Filippo Maria il pretesto per ricominciare le ostilità che portarono però alla disfatta di Maclodio (12 ottobre 1427) citata anche da Alessandro Manzoni. Alla sconfitta seguì una nuova pace conclusa a Ferrara con la mediazione di Niccolò d'Este che comportò per il Ducato di Milano la definitiva perdita di Bergamo e Brescia.
Nel 1428, trovandosi in un'impasse politica, fece di tutto per allearsi con Amedeo VIII di Savoia e perciò sposò Maria di Savoia: nell'urgenza degli eventi si disinteressò della dote e cedette Vercelli, nel tempo che seguì ribaltò sulla giovane moglie l'astio per la situazione in cui si era venuto a trovare.
Nel 1431 divenne papa Eugenio IV, veneziano e quindi ostile al Visconti. Filippo Maria Visconti cedeva al Papa Forlì e Imola, anche perché si schierarono contro di lui pure Ferrara, Mantova, il Monferrato e i Savoia. 
Negli anni '30 del XV secolo, Filippo Maria Visconti rimase coinvolto nella lotta di successione nel Regno di Napoli tra Angioini ed Aragonesi: nel 1433 Alfonso V d'Aragona e Sicilia, era riuscito a farsi reintegrare dalla regina Giovanna II di Napoli come erede del regno, ma successivamente, quando il duca di Calabria, il primo erede di Giovanna II, Luigi III d'Angiò, morì, Giovanna II nominò suo successore il fratello di Luigi, Renato d'Angiò, e quando la regina stessa, nel febbraio del 1435, morì, lasciò effettivamente il regno a Renato. Anche perché papa Eugenio IV, signore feudale del Regno di Napoli, non aveva dato il suo gradimento al re Alfonso.

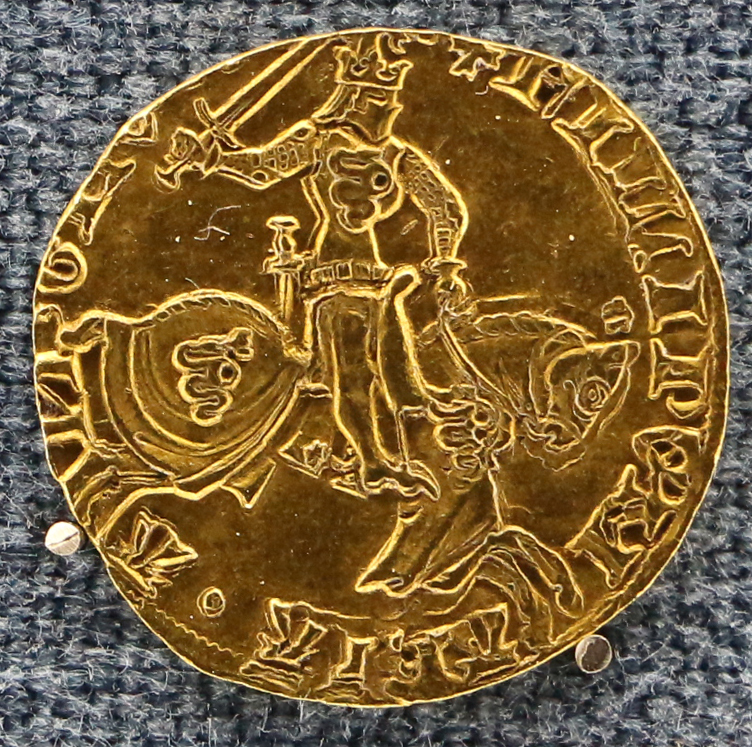
Milano o Pavia, fiorino, Filippo Maria.

Alfonso d'Aragona perciò, accompagnato dai fratelli Giovanni ed Enrico, a cui si unì anche Pietro, tornò nel Napoletano, occupò Capua e pose l'assedio a Gaeta; quindi la flotta aragonese affrontò la flotta genovese che, per conto del Visconti, andava a portare vettovaglie agli assediati di Gaeta, ma Alfonso e i suoi fratelli, nella battaglia di Ponza, furono sconfitti e fatti prigionieri dai Genovesi (solo Pietro riuscì a fuggire con due galee. La loro madre Eleonora morì per il dolore, poco dopo aver ricevuto la notizia della cattura di tre dei suoi figli).
Catturato dal genovese Biagio Assereto, Alfonso fu consegnato al duca di Milano, Filippo Maria Visconti, per conto del quale la flotta genovese si era recata a Gaeta, e venne imprigionato. Quando ottenne di essere ricevuto dal duca, nell'ottobre di quello stesso anno, Alfonso riuscì a persuadere il suo carceriere a lasciare andare liberi lui e i suoi fratelli senza il pagamento di alcun riscatto e convincendolo che era interesse di Milano non impedire la vittoria della parte aragonese a Napoli, riconoscendolo già re di Napoli. Questa mossa costò molto cara a Filippo Maria, perché Genova si sentì tradita, gli si ribellò con Francesco Spinola e si proclamò nuovamente repubblica indipendente.
Nella tarda primavera del 1446, a fronte dell'aggravarsi delle sue condizioni di salute, Filippo Maria si preoccupò della salvezza della sua anima incaricando un gruppo di teologi di dirimere il dubbio se un "signore temporale si possa salvare appresso Iddio". Rassicurato dal responso del collegio degli studiosi che lo invitavano, per la tranquillità dello stato, a pensare alla successione, Filippo Maria tentò un riavvicinamento con Francesco Sforza e la figlia Bianca Maria. I sostenitori dello Sforza presso la corte di Filippo vedevano in Bianca Maria (e quindi in suo marito) il successore naturale e soprattutto colei che (con il marito) li avrebbe difesi dall'avidità veneziana.
Francesco, a cui gli altalenanti umori del suocero erano ormai noti, tentennò e rinviò il rientro a Milano, chiedendo delle garanzie in cambio delle promesse del suocero e preferendo aspettare. Le trattative si prolungarono e subirono un arresto a causa dell'eccessivo entusiasmo con cui lo Sforza era atteso a Milano. Il 5 maggio 1447 l'oratore sforzesco a Milano scrisse "il duca [Filippo Maria] è entrato in grande gelosia e la mente sua non è sincera".
L'agonia di Filippo Maria scatenò la corsa alla successione. Tra i pretendenti, oltre a Francesco Sforza, vi erano anche alcuni sovrani stranieri:
- Carlo d'Orléans, figlio di Valentina Visconti
- Alfonso V, re d'Aragona
- Ludovico di Savoia, fratello di Maria di Savoia

La pretesa di Carlo d'Orléans si fondava sul testamento di Gian Galeazzo Visconti, il quale disponeva che, in mancanza di discendenza maschile, la linea di successione dovesse essere quella della figlia Valentina. Però alcuni valenti giuristi, fra i quali il Piccolomini, sostenevano che il titolo andasse rimesso all'Imperatore.
L'unico che avrebbe potuto fare chiarezza era Filippo Maria stesso che però aveva perduto ogni interesse per il governo del Ducato e, alle ansiose domande sulla successione, rispondeva che "dopo di lui tutto avesse a rovinare" anticipando il più celebre "Après moi le déluge" di Luigi XV.
Il 6 agosto rinunciò alle cure e l'11 subì un forte peggioramento. Nella notte fra il 12 e il 13 agosto chiese di essere voltato con il viso rivolto al muro e poco dopo morì, isolato e sdegnato così come era vissuto.

## Vita privata
In Filippo Maria Visconti la vena di follia che da generazioni attraversava la dinastia Visconti non si manifestò con gli atteggiamenti perversamente cruenti e sanguinari che avevano caratterizzato il fratello Giovanni Maria e alcuni predecessori al titolo bensì con una paranoica misantropia che lo portava a vivere completamente isolato nella fortezza di Porta Giovia e a tessere da lì le sue trame circondato da un piccolo gruppo di fedelissimi.
Ipocondriaco e maniacalmente sospettoso anche nei confronti dei familiari che erano costantemente sorvegliati da una rete di spie, persino i confessori della moglie e dell'amante gli riportavano ogni parola.
Filippo Maria era inoltre estremamente superstizioso, si circondava di astrologi incaricati di segnalargli luogo e momento più propizio per ogni azione. Ciononostante ebbe grande abilità politica e la capacità di scegliere e condurre ottimi condottieri (il Carmagnola, lo Sforza, il Piccinino) che gli permisero di riportare il Ducato di Milano al prestigio di cui godeva ai tempi di Gian Galeazzo Visconti.

## Matrimoni e successione
Filippo Maria si sposò due volte. 
La prima nel 1412 con Beatrice Cane (1372 - 1418), che lui stesso fece giustiziare, e la seconda nel 1427 con Maria di Savoia (1411 - 1469). 
Non ebbe discendenza legittima, ma dalla sua amante Agnese del Maino (1411 - 1465) ebbe due figlie naturali: 
- Bianca Maria Visconti (1425 - 1468). Ultima dei Visconti e unica erede di suo padre, sposò Francesco Sforza, con cui diede inizio alla dinastia dei duchi Sforza di Milano;
- Caterina Maria Visconti (1426 - 1426), morta infante.

## Ascendenza
|                        |                  |                              | Genitori                 |  |  | Nonni |  |  | Bisnonni         |  |  | Trisnonni         |  |
|                        |                  |                              |                          |  |  |       |  |  | Stefano Visconti |  |  | Matteo I Visconti |  |
|                        |                  |                              |                          |  |  |       |  |  | Stefano Visconti |  |  | Matteo I Visconti |  |
|                        |                  | Bonacossa Borri              |                          |  |  |       |  |  | Stefano Visconti |  |  |                   |  |
| Galeazzo II Visconti   |                  |                              |                          |  |  |       |  |  | Stefano Visconti |  |  |                   |  |
|                        |                  | Valentina Doria              | Bernabò Doria            |  |  |       |  |  |                  |  |  |                   |  |
|                        |                  | Valentina Doria              | Bernabò Doria            |  |  |       |  |  |                  |  |  |                   |  |
|                        |                  | Valentina Doria              | Eliana Fieschi           |  |  |       |  |  |                  |  |  |                   |  |
| Gian Galeazzo Visconti |                  | Valentina Doria              |                          |  |  |       |  |  |                  |  |  |                   |  |
|                        |                  | Aimone il Pacifico di Savoia | Amedeo V di Savoia       |  |  |       |  |  |                  |  |  |                   |  |
|                        |                  | Aimone il Pacifico di Savoia | Amedeo V di Savoia       |  |  |       |  |  |                  |  |  |                   |  |
|                        |                  | Aimone il Pacifico di Savoia | Sibilla de Baugé         |  |  |       |  |  |                  |  |  |                   |  |
| Bianca di Savoia       |                  | Aimone il Pacifico di Savoia |                          |  |  |       |  |  |                  |  |  |                   |  |
|                        |                  | Violante Paleologa           | Teodoro I del Monferrato |  |  |       |  |  |                  |  |  |                   |  |
|                        |                  | Violante Paleologa           | Teodoro I del Monferrato |  |  |       |  |  |                  |  |  |                   |  |
|                        |                  | Violante Paleologa           | Argentina Spinola        |  |  |       |  |  |                  |  |  |                   |  |
| Filippo Maria Visconti |                  | Violante Paleologa           |                          |  |  |       |  |  |                  |  |  |                   |  |
|                        | Stefano Visconti | Matteo I Visconti            |                          |  |  |       |  |  |                  |  |  |                   |  |
|                        | Stefano Visconti | Matteo I Visconti            |                          |  |  |       |  |  |                  |  |  |                   |  |
|                        | Stefano Visconti | Bonacossa Borri              |                          |  |  |       |  |  |                  |  |  |                   |  |
| Bernabò Visconti       | Stefano Visconti |                              |                          |  |  |       |  |  |                  |  |  |                   |  |
|                        |                  | Valentina Doria              | Bernabò Doria            |  |  |       |  |  |                  |  |  |                   |  |
|                        |                  | Valentina Doria              | Bernabò Doria            |  |  |       |  |  |                  |  |  |                   |  |
|                        |                  | Valentina Doria              | Eliana Fieschi           |  |  |       |  |  |                  |  |  |                   |  |
| Caterina Visconti      |                  | Valentina Doria              |                          |  |  |       |  |  |                  |  |  |                   |  |
|                        |                  | Mastino II della Scala       | Alboino della Scala      |  |  |       |  |  |                  |  |  |                   |  |
|                        |                  | Mastino II della Scala       | Alboino della Scala      |  |  |       |  |  |                  |  |  |                   |  |
|                        |                  | Mastino II della Scala       | Beatrice da Correggio    |  |  |       |  |  |                  |  |  |                   |  |
| Regina della Scala     |                  | Mastino II della Scala       |                          |  |  |       |  |  |                  |  |  |                   |  |
|                        |                  | Taddea da Carrara            | Jacopo II da Carrara     |  |  |       |  |  |                  |  |  |                   |  |
|                        |                  | Taddea da Carrara            | Jacopo II da Carrara     |  |  |       |  |  |                  |  |  |                   |  |
|                        |                  | Taddea da Carrara            | Elisabetta Gradenigo     |  |  |       |  |  |                  |  |  |                   |  |
|                        |                  | Taddea da Carrara            |                          |  |  |       |  |  |                  |  |  |                   |  |